# Алекси Хаджиниколов
Алекси Хаджиниколов е български възрожденец, търговец, собственик на търговска кантора в Австрия.

## Биография
Алекси Хаджиниколов е роден в 1749 година в Банско. Заедно с брат си Костадин притежава търговски кантори в Пеща и Виена, Австрия и са едни от най-големите български търговци. Хаджиниколов е инициатор и щедър дарител за построяване на голям православен храм в Пеща. По-късно се противопоставя на опитите на гърците да обсебят черквата. Умира през 1802 г.